# Vysoká
|  | Per a altres significats, vegeu «Vysoká (desambiguació)». |

El Vysoká és una muntanya de 754 metres situada als Petits Carpats, és el segon punt més alt de la serralada. Situada prop de Kuchyňa, té molt bona vista sobre la serralada, Tribeč, Považský Inovec i Podunajská pahorkatina.